# Еклиптика
Еклиптика је елиптична орбита по којој се Земља креће при својој револуцији око Сунца. Угао између Земљиног екватора и равни еклиптике износи 23°27‘. Пројекција ове годишње путање сe види као привидно кретање Сунца по небеској сфери, гледано са Земље. Све планете Сунчевог система се налазе приближно у истој равни, равни еклиптике.
Еклиптика је пресек небеске сфере са еклиптичком равни, која представља геометријску раван која садржи средњу орбиту Земље око Сунца. (Еклиптику не треба мешати са константном равни Сунчевог система, која је нормална на вектор суме обртних момента свих равни планетарних орбита, на шта највише утиче Јупитер. Тренутна еклиптичка раван је нагнута за 1.5° у односу на константну раван.)
Име еклиптика је настало због тога што се помрачења догађају када је пуни или млади Месец веома близу ове путање Сунца.

## Еклиптика и екватор
Како Земљина оса обртања није нормална на орбиталну раван, екваторијална раван није паралелна еклиптичкој равни, него са њом заклапа угао од око 23°26', што је познато као накривљеност еклиптике.
Пресеци екваторијалне и еклиптичке равни са небеским сводом су велики кругови познати као небески екватор и еклиптика, редом. Линија пресека две равни резултује двема дијаметрално супротним тачкама пресека, познатим као равнодневнице. Равнодневница преко које Сунце прелази са севера на југ је позната као пролетна равнодневница или Прва тачка Овна. Еклиптичка дужина, ознака λ, се мери од ове тачке у опсегу од 0° до 360° према истоку. Еклиптичка ширина, ознака β, се мери до +90° ка северу и до -90° ка југу. Иста тачка пресека такођер дефинише почетну тачку екваторијалног координатног система, тачније ректасцензију мерену од 0 до 24 сата према истоку, ознака α, и деклинацију, ознака δ, такође мерену до +90° ка северу и до -90° ка југу. Једноставне формуле обртања омогућавају конверзију из α, δ у λ, β и обрнуто (погледајте: еклиптички координатни систем).

## Еклиптика и звезде
Еклиптика служи као центар регије познате као зодијак која обухвата појас од 9° са свих страна. Ова регија се традиционално дели на 12 знакова, сваки дужине од 30°. Ови знакови су именовани по 12 од 13 сазвежђа која су око еклиптике. Зодијачки знакови су веома битни многим астролозима. Модерни астрономи обично користе друге координатне системе (погледајте испод).
Позиција пролећне равнодневнице није фиксна међу звездама, него се захваљујући прецесији Месеца и Сунца полако помера ка западу преко еклиптике брзином од 1° за 72 године. Могу се регистровати и много мањи помаци ка северу/југу (планетарна прецесија). Другим речима, звезде се померају ка истоку (повећавају њихову еклиптичку дужину) мерено у односу на тачке равнодневница - тј. мерено еклиптичким координатама и (често) такође екваторијалним координатама.
Користећи тренутне службене границе сазвежђа Међународне астрономске заједнице — и узимајући у обзир променљиву брзину прецесије и ротацију еклиптике — тачке равнодневнице се крећу кроз сазвежђа (у годинама Астрономског јулијанског календара, где је 0. година = 1. година п. н. е., -1. = 2. п. н. е., итд.) на следећи начин:
- Пролећна равнодневница је прешла из Бика у Овна -1865. године, прешла у Рибе -67. године, прећи ће у Водолију 2597. године, прећи ће у Јарца 4312. године. Прошла је покрај угла Кита на удаљености од 0°10' 1489. године, али није ступила у њега.
- Летњи солстициј је прешао из Лава у Рака -1458. године, прешао у Близанце -10. године, прешао у Бика у децембру 1989. године, те ће прећи у Овна 4609. године.
- Јесенска равнодневница је прешла из Ваге у Девицу -729. године и прећи ће у Лава 2439. године.
- Зимски солстициј је прешао из Јарца у Стрелца -130. године, прећи ће у Змијоноша 2269. године и прећи ће у Шкорпиона 3597. године.

## Еклиптика и Сунце
Због утицаја других планета на Земљину орбиту, право Сунце никада није тачно на еклиптици, него је неколико угаоних секунди северно или јужно од ње. Дакле центар средњег Сунца обележава путању еклиптике. Како је Земљи потребна једна година да направи једно обртање око Сунца, привидној позицији Сунца такође треба исто време да направи круг на еклиптици. Током целе године од нешто више од 365 дана, Сунце се свакодневно помера за 1° источно (правац повећавајуће еклиптичке дужине). Ово годишње померање не треба мешати са дневним кретањем Сунца (заједно са звездама и читавим небеским сводом) према западу преко екватора. Звездама је потребно око 23 сата и 56 минута да направе један сидерички дан, док је Сунцу, које се за то време померило за 1° источно, потребно 4 минуте више — што чини Сунчев дан од управо 24 сата.
Средње Сунце сече екватор око 20. марта када су деклинација, ректасцензија и еклиптичка дужина пролећне равнодневнице једнаки нули. (Еклиптичка ширина је увек једнака нули.) Пролетна равнодневница означава почетак пролећа на северној хемисфери и почетак јесени на јужној. Тачно време и датум варирају од године до године због појаве преступних година. Такође се помера кроз векове због нетачности Грегоријанског календара.
Еклиптичка дужина од 90°, ректасцензија од 6 сати, те северна деклинација једнака накривљености еклиптике (23,44°) се постижу око 21. јуна. Ово је летњи солстициј у северној хемисфери и зимски солстициј у јужној хемисфери. Еклиптичка дужина од 180° и ректасцензија од 12 сати се постижу око 22. септембра и означавају другу равнодневницу или Прву тачку Ваге. Због пертурбација Земљине орбите, тренутак када право Сунце прелази екватор може бити померен неколико минута унапред или уназад. Највећа јужна деклинација Сунца се јавља на еклиптичкој дужини од 270° и ректасцензији од 18 сати око 21. децембра, на Првој тачки Јарца.
Потребно је назначити да се кардиналне тачке равнодневница и солстиција налазе у сазвежђима Риба, Бика, Девице и Стрелца, редом, због прецесије равнодневница, иако су равнодневнице и солстицији добили имена по традиционалним знаковима западњачке астрологије.

## Еклиптика и планете
| Кретање Меркура, Венере, Земље и Марса у равни еклиптике | Кретање Меркура, Венере, Земље и Марса у равни еклиптике |
| -------------------------------------------------------- | -------------------------------------------------------- |
|                                                          |                                                          |
| поглед одозго                                            | поглед са стране                                         |

Већина планета се налази у орбитама око Сунца које се налазе у готово истој равни као Земљина орбита, разликујући се за највише неколико степени. Тако се увек чини да се налазе близу еклиптике када се гледају у небу. Изузетак је Меркур са орбиталним нагибом од 7°. Плутон са нагибом од 17° је био изузетак док није рекласификован као патуљаста планета. Друга тела у Сунчевом систему имају чак и веће орбиталне нагибе (нпр. Ерида са 44° и Палас са 34°).
| Терестричке планете | Меркур  | 7,01        | 3,38  | 6,34 |
| Терестричке планете | Венера  | 3,39        | 3,86  | 2,19 |
| Терестричке планете | Земља   | непримерено | 7,155 | 1,57 |
| Терестричке планете | Марс    | 1,85        | 5,65  | 1,67 |
| Гасовити џинови     | Јупитер | 1,31        | 6,09  | 0,32 |
| Гасовити џинови     | Сатурн  | 2,49        | 5,51  | 0,93 |
| Гасовити џинови     | Уран    | 0,77        | 6,48  | 1,02 |
| Гасовити џинови     | Нептун  | 1,77        | 6,43  | 0,72 |

Занимљиво је да, од свих осам великих планета, Земља има највећи нагиб орбите у односу на Сунчев екватор, док су иза ње џиновске планете. Линија пресека еклиптичке равни са орбиталном равни неке друге планете се назива чворна линија те планете, а тачке пресека чворне линије на небеском своду су улазни чвор (где планета сече еклиптику са југа према северу) и дијаметрално супротни излазни чвор. Транзит преко Сунца се може догодити само ако инфериорна планета пређе преко једне од планетиних чворова. Транзити, посебно када је у питању Венера, су веома ретки, јер је Земљина орбита више нагнута од орбита осталих планета.
Нагиб чворних линија, попут већине других својстава орбите, се вековима мењају због пертурбација изазваних другим планетама.

## Еклиптика и Месец
Месечева орбита је нагнута за око 5° у односу на еклиптику. Његова чворна линија није фиксна, него се помера ка западу за читав круг једном у 18,6 година. Ово је узроковано нутацијом. Месец сече еклиптику отприлике два пута месечно. Ако се ово догоди током младог месеца долази до помрачења Сунца, а ако је у питању пуни месец, тада долази до помрачења Месеца. Овако се у стара времена пратио траг еклиптике на небу; људи би означавали места на којима се помрачења догађају.

## Еклиптика и координате звезда
У Европи су се карте звезда и позиције звезда у каталозима давале изражене у еклиптичким координатама све до 17. века. Кинески астрономи су се ослањали на екваторијални систем у својим каталозима. Екваторијалне координате су се почеле користити тек када су астрономи почели да користе телескопе за мерење позиција звезда. Данас се еклиптичке координате више не користе. Ипак, ова промена није увек примерена, јер би планетарне конјункције биле много лакше схватљиве ако би се користиле еклиптичке координате.